# Caridina laevis
Caridina laevis е вид десетоного от семейство Atyidae.

## Разпространение
Видът е разпространен в Индонезия (Ява).